# Puštík skvrnitý
Puštík skvrnitý (Strix ocellata) je druh puštíkovité sovy, která se vyskytuje na Indickém subkontinentu kromě Šrí Lanky. 

## Systematika a rozšíření
Puštíka skvrnitého formálně popsal v roce 1839 francouzský přírodovědec René Lesson. Druhové jméno ocellata pochází z latinského ocellatus, čili něco jako „očkatý“ nebo „skvrnitý“. Rozeznávají se tři poddruhy s následujícím rozšířením:
- S. o. grisescens Koelz, 1950 – severozápadní a středoseverní Indie;
- S. o. grandis Koelz, 1950 – západní Indie;
- S. o. ocellata (Lesson, RP, 1839) – střední a jižní Indie, snad Myanmar.

V severovýchodním Pákistánu byl puštík skvrnitý naposledy zaznamenán počátkem 20. století.

## Popis

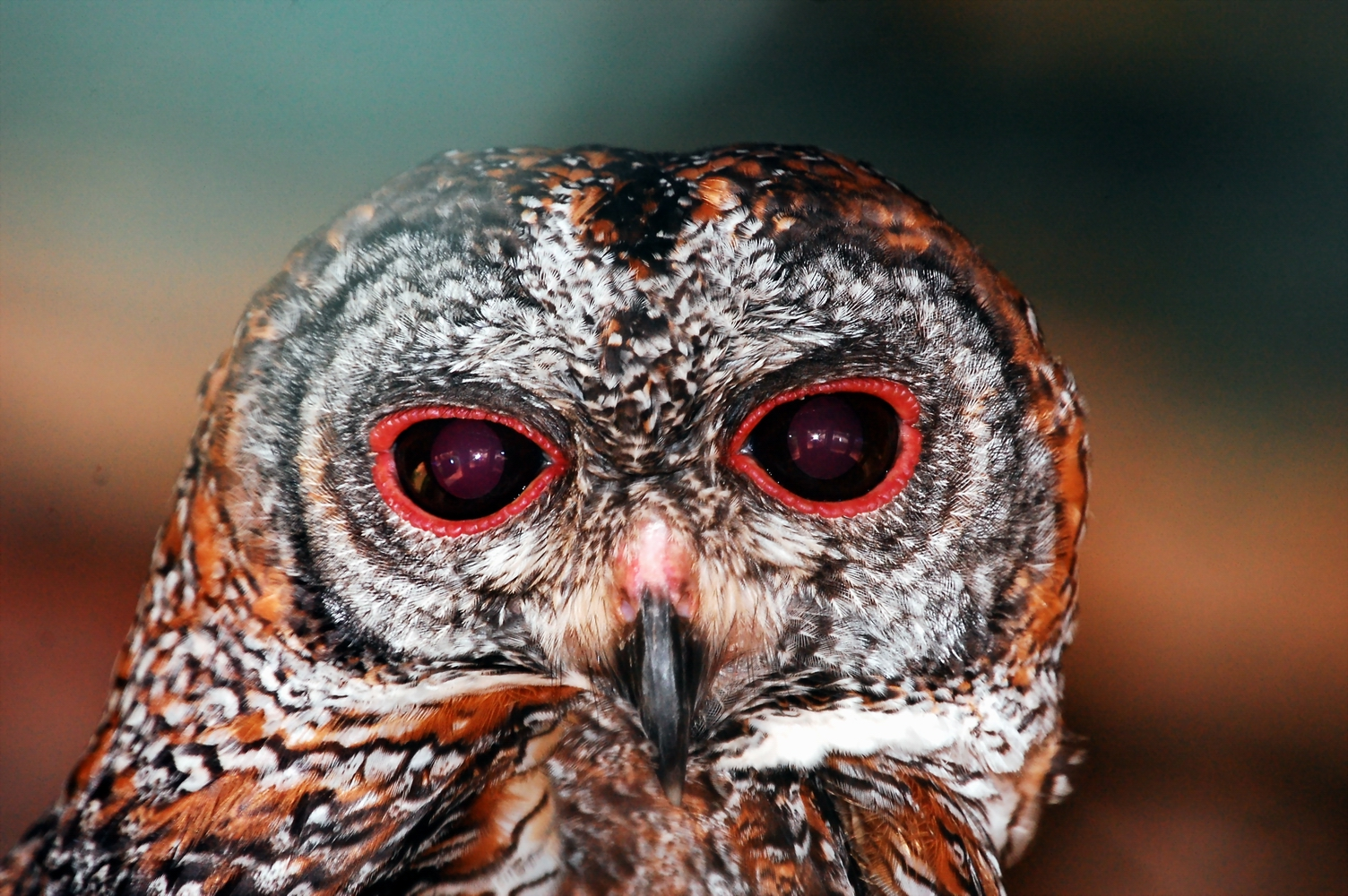
Detail hlavy

Tento středně velký puštík dosahuje délky těla kolem 41–48 cm, křídlo je dlouhé 230–372 mm, ocas 174–215 mm. Oči jsou tmavě hnědé. Zobák je rohovinově černý se světlejším koncem. Prsty jsou hnědožluté, drápy rohovinově černé. Opeření hraje různými kombinacemi rezavé, bílé a tmavé. Obličejový disk je bělavý s jemným tmavým čárkováním. Spodina je bílá se žlutohnědými až oranžovohnědými příčnými jemnými proužky.

## Biologie
Stanoviště druhu tvoří otevřená lesnatá krajina a planiny spoře osázené stromy, nezřídka v blízkosti vesnic a plantáží. Jedná se o nočního ptáka, který tráví dny hřadováním v páru v korunách stromů. Při vyrušení může přelétnout poměrně velkou vzdálenost do jiné koruny stromů i během dne. Živí se hlavně velkým hmyzem a malými savci, jako jsou hlodavci, rejsci, plazi, jiné druhy ptáků a občas dokonce i letouni. Z další potravy lze jmenovat štíry nebo kraby. Vydává hlasitý chvějící čuhuawárrrrr, které lze slyšet v době hnízdění. Mimo hnízdění se ozývá jednoslabičným kovovým houkáním s občasným zaječením.
V západní Indii puštíci skvrnití zahnizďovali od února do května a průměrná velikost snůšky byla 2,6 vajec, z nichž se v průměru vyklubalo 2,2 mláďat a z hnízda nakonec vylétlo 1,9 ptáčat. Zahnizďuje v dutinách stromů.

## Ohrožení
Mezinárodní svaz ochrany přírody (IUCN) považuje puštíka skvrnitého za málo dotčený druh. Populace druhu sice nebyla kvantifikována, avšak druh má velmi rozsáhlý oblast výskytu. Místně bývá popisován jako neběžný až vzácný. Populaci nic akutně neohrožuje a je patrně stabilní.